# Shoji Honoya
Honoya Shoji (庄司 朋乃也 (Trang Tư Bằng Nãi Dã) Shoji Honoya, sinh ngày 8 tháng 10 năm 1997 ở Gunma) là một cầu thủ bóng đá người Nhật Bản thi đấu cho Zweigen Kanazawa(theo dạng cho mượn) từ Cerezo Osaka.

## Thống kê câu lạc bộ
Cập nhật đến ngày 23 tháng 2 năm 2016.
| Thành tích câu lạc bộ | Thành tích câu lạc bộ | Thành tích câu lạc bộ | Giải vô địch | Giải vô địch | Cúp                   | Cúp                   | Tổng cộng | Tổng cộng |
| Mùa giải              | Câu lạc bộ            | Giải vô địch          | Số trận      | Bàn thắng    | Số trận               | Bàn thắng             | Số trận   | Bàn thắng |
| Nhật Bản              | Nhật Bản              | Nhật Bản              | Giải vô địch | Giải vô địch | Cúp Hoàng đế Nhật Bản | Cúp Hoàng đế Nhật Bản | Tổng cộng | Tổng cộng |
| --------------------- | --------------------- | --------------------- | ------------ | ------------ | --------------------- | --------------------- | --------- | --------- |
| 2016                  | Cerezo Osaka          | J2 League             | 0            | 0            | 0                     | 0                     | 0         | 0         |
| Tổng cộng sự nghiệp   | Tổng cộng sự nghiệp   | Tổng cộng sự nghiệp   | 0            | 0            | 0                     | 0                     | 0         | 0         |